# Michael Forest
Pour les articles homonymes, voir Forest.
Michael Forest est un acteur américain né le 17 avril 1929 à Harvey, Dakota du Nord (États-Unis).

## Filmographie

### Années 1950
- 1957 : The Saga of the Viking Women and Their Voyage to the Waters of the Great Sea Serpent : Zarko
- 1959 : Beast from Haunted Cave : Gil Jackson

### Années 1960
- 1960 : Ski Troop Attack : Lt. Factor
- 1960 : Valley of the Redwoods : Dave Harris
- 1961 : Atlas : Atlas
- 1964 : La Maison de madame Adler (A House Is Not a Home) de Russell Rouse : Bernie
- 1964 : La Quatrième Dimension (The Twilight Zone) (Série TV) : épisode Les Blousons noirs (Black Leather Jackets) de Joseph M. Newman (saison 5, épisode 18) : Steve
- 1965 : The Glory Guys : Fred Cushman
- 1966 : Deathwatch : Greeneyes
- 1967 : Star Trek : épisode Pauvre Apollon :  Apollon
- 1967 : Mosby's Marauders : Gen. J.E.B. Stuart
- 1968 : Fureur à la plage (The Sweet Ride) : Barry Green
- 1968 : Now You See It, Now You Don't (TV) : Hamid
- 1968 : The Money Jungle (en)
- 1969 : Les 100 fusils (100 Rifles) : Mara
- 1969 : The Silent Gun (TV) : Trace Evans

### Années 1970
- 1971 : The Last Rebel : Cowboy
- 1972 : La Rançon du teur (Lo ammazzo come un cane... ma lui rideva ancora) : John Burton
- 1972 : L'Assassinat de Trotsky (The Assassination of Trotsky) : Jim
- 1972 : The Dirt Gang (en) : Zeno
- 1972 : I bandoleros della dodicesima ora d'Alfonso Balcázar : Amen
- 1972 : Les Proxénètes (Ettore lo fusto) d'Enzo G. Castellari : Achille
- 1973 : Troppo rischio per un uomo solo : Brauner
- 1973 : Elena sì, ma... di Troia : Agamemnon
- 1973 : Cotter
- 1976 : Risâlah, al- : Khalid
- 1976 : Le Message (The Message) : Khalid
- 1976 : La Grande Débandade (Le Avventure e gli amori di Scaramouche) : Danglar
- 1977 : Mannaja : Blade (voix)
- 1979 : Les Chasseurs de monstres (Il Cacciatore di squali) : Donovan
- 1973 : Les Feux de l'amour (The Young and the Restless) (série télévisée) : Jim Davis (unknown episodes, 1979)
- 1965 : Des jours et des vies (Days of Our Lives) (série télévisée) : Corley Maxwell (unknown episodes, 1979-1980)
- 1956 : As the World Turns (série télévisée) : Nick Andropoulos (unknown episodes, 1980-1982)

### Années 1980
- 1986 : Ken le Survivant : Jackel
- 1986 : King Kong 2 (King Kong Lives) : Vance
- 1987 : Gokiburi-tachi no tasogare (voix)
- 1987 : Star Trek : Deep Space Nine : Hawkins

### Années 1990
- 1990 : Semiramide (TV) : Mitrane
- 1990 : Randado, ville sans loi (Border Shootout) de Chris McIntyre : Earl Beaudry
- 1991 : Extralarge: Cannonball (TV) : Coach Owen
- 1992 : La Fanciulla del West (TV) : Joe
- 1993 : Body (Body of Evidence) : Andrew Marsh
- 1993 : Ninja Scroll (Jûbei ninpûchô) (voix)
- 1994 : Uchû no kishi tekkaman bureido (série télévisée) : Commander Jamison
- 1995 : Street Fighter 2 V (série télévisée) : Captain Dorai (unknown episodes)
- 1996 : Mobile Suit Gundam : The 08th MS Team (série télévisée) : Lt. Col. Jokima (voix)
- 1997 : Fushigi Yûgi: The Mysterious Play - Reflections OAV 2 (vidéo) (voix)
- 1998 : Trigun (série télévisée) (voix)
- 1998 : Lain ("Serial Experiments: Lain") (série télévisée) : Dr Hodgeson
- 1999 : Saber Marionette J Again (série télévisée) (voix)

### Années 2000
- 2000 : Power Rangers in 3D: Triple Force (vidéo) : Olympius (voix)
- 2000 : Power Rangers : Sauvetage éclair (série télévisée) : Olympius (unknown episodes)
- 2000 : Seul au monde (Cast Away) : Pilot Jack
- 2001 : Power Rangers : Sauvetage éclair - Queen's Wrath (vidéo) : Olympius (voix)
- 2002 : 12 kokuki (série télévisée) : King Hou Chuutatsu (unknown episodes)
- 2002 : Witch Hunter Robin (série télévisée) : Inquisitor (unknown episodes)
- 2002 : Kôkaku kidôtai: Stand Alone Complex (série télévisée) : Kubota (unknown episodes)
- 2003 : Gungrave (série télévisée) : Executive Sid Galarde (unknown episodes)
- 2003 : Replay : Bradley (voix)
- 2004 : Samurai champloo (série télévisée) : Guard, Inuyama (unknown episodes)
- 2007 : Starfighters: The Praetorian Issue : Dr Singh
- 2013 : Star Trek Continues (websérie créée par les fans): Apollon (premier épisode Pilgrim of Eternity, suite de l'épisode Pauvre Apollon)